# Ribera del Fresno
Ribera del Fresno település Spanyolországban, Badajoz tartományban. Ribera del Fresno Alange, Palomas, Puebla de la Reina, Hornachos, Puebla del Prior, Hinojosa del Valle, Los Santos de Maimona és Villafranca de los Barros községekkel határos. Lakosainak száma 3187 fő (2024).

## Népesség
A település népessége az utóbbi években az alábbiak szerint változott:
| Lakosok száma | 3417 | 3328 | 3292 | 3466 | 3482 | 3496 | 3449 | 3348 | 3268 | 3187 |
|               | 2001 | 2004 | 2006 | 2009 | 2011 | 2014 | 2016 | 2019 | 2021 | 2024 |